# نیلس فان در استن
نیلس فان در استن (هلندی: Niels van der Steen؛ زادهٔ ۳۱ ژانویهٔ ۱۹۷۲) دوچرخه‌سوار اهل هلند است.